# Holocorynus subdepresses
Holocorynus subdepresses är en skalbaggsart som beskrevs av Sharp 1908. Holocorynus subdepresses ingår i släktet Holocorynus och familjen kortvingar. Inga underarter finns listade i Catalogue of Life.